# Teatro de Arena (São Paulo)
O Teatro de Arena foi um dos mais importantes grupos teatrais brasileiros das décadas de 50 e 60. Inicia-se em 1953 tendo promovido uma renovação e nacionalização do teatro brasileiro,sua existência termina em 1972. Em 1977 foi reaberto após ter sido adquirido pelo governo federal, através do Serviço Nacional de Teatro e incorporado ao patrimônio da Fundação Nacional de Artes. Em seu palco, de cerca de 90 lugares, hoje o Teatro de Arena Eugênio Kusnet apresentaram-se espetáculos de importantes diretores e dramaturgos brasileiros como Augusto Boal, Oduvaldo Vianna Filho e Gianfrancesco Guarnieri, entre outros.

## História
O "Teatro de Arena"foi fundado na cidade de São Paulo, em 1953, como uma alternativa à cena teatral da época. A intenção de um dos seus fundadores, o ator e diretor teatral José Renato, advindo da primeira turma da Escola de Arte Dramática de São Paulo era apresentar produções de baixo custo, em contraposição ao tipo de teatro que se via praticado pelo Teatro Brasileiro de Comédia,um repertório iminentemente internacional, com produções sofisticadas.
Em 1953, com o primeiro elenco profissional, a companhia estreia nos salões do MAM – Museu de Arte Moderna com Esta Noite é Nossa, de Stafford Dickens. Integram a companhia: José Renato, Sérgio Britto, Henrique Becker, Geraldo Mateus, Renata Blaunstein, Monah Delacy e Eva Wilma. Após dois anos de atuação em espaços improvisados, a sala da Rua Theodoro Baima, no centro da cidade, em frente a Igreja da Consolação, garagem adaptada, foi inaugurada em (1955).
Foi a chegada de um jovem ator, egresso do Teatro Paulista do Estudante, que salvou o Arena – prestes a fechar suas portas por questões econômicas. Esse jovem ator e dramaturgo, apesar de italiano, tinha sérias convicções sobre o teatro que se deveria fazer no Brasil. O ano era 1958, a peça Eles Não Usam Black-Tie e o jovem autor, Gianfrancesco Guarnieri. O sucesso de Black-Tie, mais de um ano em cartaz, abriu espaço para o surgimento de um movimento que constituiu-se no Seminários de Dramaturgia, que tinha por objetivo revelar e expor a produção de novos autores brasileiros. Daí, destacaram-se: Oduvaldo Vianna Filho (o Vianninha) e Flávio Migliaccio entre outros.
Augusto Boal, recém chegado dos Estados Unidos, foi o diretor e dramaturgo central neste processo. A partir daí, além de buscar uma dramaturgia nacional, passou a incentivar a nacionalização dos clássicos. Nessa fase, o Arena passou a contar com a colaboração assídua de Flávio Império na criação de cenários e figurinos.
A fase seguinte foi a dos musicais, com forte influência do teatro de Bertolt Brecht, com espetáculos como Arena conta Zumbi e Arena conta Tiradentes, ambos de Boal e Guarnieri, utilizando o que foi chamado por Boal de sistema coringa de atuação, em que todos os atores revezavam-se representando quase todos os personagens, sem caracterização. A forte repressão da Ditadura Militar instaurada a partir de 1964, que culmina com o Ato Institucional nº 5, impede a continuidade destas experiências.
Uma das últimas atividades da companhia, foi com experiências como o Teatro Jornal. A trajetória do Arena é interrompida pela Ditadura em 1972.

## Montagens
- 1953 Esta Noite é Nossa, de Stafford Dickens (estreia da companhia nos salões do MAM – Museu de Arte Moderna). Integram a companhia: José Renato, Sérgio Britto, Henrique Becker, Geraldo Mateus, Renata Blaunstein, Monah Delacy e Eva Wilma.
- 1953-54 entram em repertório: O Demorado Adeus, de Tennessee Williams; Uma Mulher e Três Palhaços, de Marcel Achard; Judas em Sábado de Aleluia, de Martins Pena.
- 1956 Ratos e Homens, de John Steinbeck. A montagem sob a direção de Augusto Boal conta com novos talentos vindos do Teatro do Estudante. Entre eles, além de Guarnieri e Vianninha, Flávio Migliaccio, Riva Nimitz e Milton Gonçalves.
- 1957 Juno e o Pavão, de Sean O'Casey.
- 1958 Eles Não Usam Black-Tie, de Guarnieri, sob direção de José Renato.
- 1959 Chapetuba Futebol Clube, de Oduvaldo Vianna Filho, direção de Augusto Boal.
- 1959 Gente Como a Gente, de Roberto Freire (psiquiatra), direção de Augusto Boal.
- 1960 Fogo Frio', de Benedito Ruy Barbosa, direção de Augusto Boal.
- 1960 Revolução na América do Sul, de Augusto Boal, direção de José Renato.
- 1961 O Testamento do Cangaceiro, de Chico de Assis, direção de Augusto Boal.
- 1962 Os Fuzis da Senhora Carrar, de Bertolt Brecht, direção de José Renato
- 1962 A Mandrágora, de Maquiavel, direção de Augusto Boal.
- 1964 O Tartufo, de Molière.
- 1965 Arena Conta Zumbi, de Boal e Guarnieri, com música de Edu Lobo.
- 1967-68 Arena Conta Tiradentes, também de Boal e Guarnieri
- 1968 Primeira Feira Paulista de Opinião, evento organizado por Augusto Boal no Teatro Ruth Escobar.
- 1968 McBird, de Bárbara Garson, direção de Boal, também no palco do Teatro Ruth Escobar.
- 1968 Duas montagens malogradas no palco do Arena: O Círculo de Giz Caucasiano, de Bertolt Brecht e  La Moschetta, de Angelo Beolco.
- 1969 A Resistível Ascensão de Arturo Ui, de Bertolt Brecht.
- 1970 O Arena sai em turnê internacional nos EUA, com a remontagem de Arena Conta Zumbi e estreia de Arena Conta Bolívar.
- 1971 Teatro Jornal - 1ª Edição, de Augusto Boal.
- 1971 Arena Conta Bolívar é proibida pela censura do Regime Militar, não sendo apresentado no Brasil.
- 1972 Doce América, Latino América, criação coletiva, dirigida por Antônio Pedro.
- 1972 Tambores da Noite, de Bertolt Brecht, direção Fernando Peixoto, Núcleo 2 do Teatro de Arena. Encenada no Teatro São Pedro.
- 1972 A Semana - Esses Intrépidos Rapazes e Sua Maravilhosa Semana de Arte Moderna, de Carlos Queiroz Telles, Núcleo 2 do Teatro de Arena. Encenada no Teatro São Pedro.

## Processo de desintegração
Foi na excursão carioca de Eles Não Usam Black-Tie que Oduvaldo Vianna Filho e Milton Gonçalves saíram da companhia e fundaram, em 1961, o movimento dos CPCs - Centros Populares de Cultura, junto à União Nacional dos Estudantes - UNE [carece de fontes?].
O próximo a romper com o Arena foi o diretor José Renato, que mudou-se para o Rio de Janeiro em 1962 para assumir a direção do TNC – Teatro Nacional de Comédia.
Em 1968 e 1969 Gianfrancesco Guarnieri desliga-se do Teatro de Arena, deixando a tarefa nas mãos de Augusto Boal. Uma das atividades do Arena foi uma excursão internacional (Nova Iorque, Berkeley, São Francisco, Kent, Cleveland, Kansas City, Búfalo, Chapaqua), Peru (Lima) e México (Puebla, Guanaguato, Guadalajara, Monte Rei, Leon, São Luis de Porto Si e Morela), com os espetáculos Arena Conta Zumbi, de Gianfrancesco Guarnieri e Augusto Boal, e Arena Conta Bolívar, de Augusto Boal, em 1970 (Foto de Cartaz em Peixoto Depoimento: Em Cena Aberta).
No ano de 1971, quando montava o texto Arena Conta Bolivar, que veio a ser proibido, Augusto Boal foi preso e depois seguiu para o exílio. As últimas produções do Arena foram realizadas pelo Núcleo 2 do Arena a partir de 1969. Nesse momento, o Arena passa às mãos de seu administrador, o também ator Luiz Carlos Arutin.
Os dois últimos espetáculos da companhia foram Tambores da Noite, de Bertolt Brecht, e A Semana - Esses Intrépidos Rapazes e Sua Maravilhosa Semana de Arte Moderna, de Carlos Queiroz Telles em 1972, apresentados pelo Núcleo 2 do Teatro de Arena, formado por Edson Santana, Celso Frateschi, Margot Bairdi, Dulce Muniz, Denise Del Vecchio, Renato Dobal, Abraão Farc, Antonio Pedro. Estes espetáculos foram apresentados no Teatro São Pedro (sala pequena) e dirigidos por Fernando Peixoto (Fernando Peixoto, Depoimento Em Cena Aberta).
O Arena fecha suas portas como companhia em 1972 e o espaço é comprado pelo extinto SNT – Serviço Nacional de Teatro, no ano de 1977. A partir dos anos 1990, com o nome de Teatro Experimental Eugênio Kusnet, a velha sala da Rua Teodoro Baima abriga elencos de pesquisa da linguagem teatral, que vêm somar-se à efervescência cultural daquela região (Praça Roosevelt e adjacências).

## Participantes do Teatro de Arena
Além dos já mencionados José Renato, Eva Wilma, Gianfrancesco Guarnieri, Oduvaldo Viana Filho, Augusto Boal e Flávio Império, passaram pelo Arena nomes como: Paulo José, Flavio Migliaccio, Dirce Migliaccio Juca de Oliveira, Myriam Muniz, Isabel Ribeiro, Lima Duarte, Dina Sfat, Joana Fomm, Renato Consorte, Lélia Abramo, Dulce Muniz, e Hélio Muniz, entre muitos outros (in Qui est qui dans le Théâtre Arena? in Richard Roux, Le Théâtre Arena, vol. 1). Izaías Almada, ator em Arena Conta zumbi, O Inspetor Geral e diretor de Escola de Mulheres pelo Núcleo 2, é também autor do livro "Teatro de Arena: uma estética de resistência".